# 도계서원 (안동시)
도계서원(道溪書院)은 경상북도 안동시 북후면 도촌1리에 있다. 2009년 1월 21일 안동시의 문화유산 제15호로 지정되었다.

## 개요
1687년(숙종13) 권위(權暐)를 제향하기 위해 건립한 서원이다. 대원군 서원철폐령으로 훼철되었다가 1928년에 권위가 거처하던 만대헌(晩對軒) 옛 터에 서원으로 승격하여 다시 세웠다. 그 후 여러 번 중수를 거쳐 1991년 후손들이 사당인 모현사(慕賢祠)와 명륜당(明倫堂)을 새로 수리하고 동재인 상의재(尙義齋)와 홍도문(弘道門), 고직사 등을 복설하여 매년 3월, 9월 중정일에 향사하고 있다. 동재우측에는 권위가 학문을 익히고 제자를 양성하기 위해 세운 만대헌(晩對軒)이 있다.

## 같이 보기
- 안동 만대헌 - 경상북도 유형문화재 제267호

## 참고 문헌
- 도계서원 - 서원연합회 홈페이지